# Olivier Martinez
Pour les articles homonymes, voir Olivier Martinez (football) et Martinez.
Olivier Martinez est un acteur français né le 12 janvier 1966 à Paris[réf. nécessaire].

## Biographie

### Jeunesse et études
Fils d'un boxeur d'origine espagnole né au Maroc espagnol, Olivier Martinez naît le 12 janvier 1966 à Paris. Il a un frère cadet également acteur, Vincent.
Il commence le théâtre dans la compagnie Francis Huster en même temps que Clotilde Courau, Valérie Crunchant, Cristiana Reali, Estelle Skornik. À vingt-trois ans, il entre au Conservatoire.

### Révélation en France
À ses débuts, il joue un jeune tagueur en rupture de ban dans IP5, de Jean-Jacques Beineix, aux côtés d'Yves Montand dont c'est le dernier film. Pour ce film, il est nommé pour le César du meilleur espoir masculin.
Il obtient en 1994 le César du meilleur espoir masculin pour son rôle de Petit Paul dans le film de Bertrand Blier, Un, deux, trois, soleil. Celui-ci lui offre en 1995 un autre rôle d'homme à forte personnalité dans Mon homme, où il donne la réplique à Anouk Grinberg.
Il tient ensuite le rôle du colonel Angelo Pardi aux côtés de Juliette Binoche dans Le Hussard sur le toit de Jean-Paul Rappeneau. Ce film lui permet d'accéder à la scène internationale. Il tourne alors le thriller espagnol Semana santa avec Mira Sorvino.

### Carrière américaine
Le cinéma américain lui offre alors le rôle de Paul Martel dans Infidèle d'Adrian Lyne où il est l'amant de Connie Sumner, jouée par Diane Lane.
En 2003, il incarne un trafiquant de drogue dans le film de Clark Johnson SWAT : Unité d'élite, adaptation de la série américaine Section 4. Il tourne également pour la télévision américaine dans le téléfilm The Roman Spring of Mrs. Stone, une adaptation du Visage du plaisir.
En 2004, il est l'enquêteur Paquette à la poursuite d'un tueur en série aux côtés d'Angelina Jolie dans le film Taking Lives, destins violés de D. J. Caruso.

### Égérie de marque
En 2006, la maison Yves Saint Laurent l'engage pour présenter son nouveau parfum baptisé L'Homme.

### Vie privée
Olivier Martinez a eu plusieurs relations amoureuses avec des actrices rencontrées durant les tournages. Il a ainsi eu pour partenaires l'actrice française Juliette Binoche de 1995 à 1997, l'actrice américaine Mira Sorvino de 1999 à 2002, la chanteuse australienne Kylie Minogue de 2003 à 2007, l'actrice et mannequin espagnole Goya Toledo (en) de 2007 à 2009, et l'actrice et mannequin espagnole Elsa Pataky entre juin et août 2009.
Il vit ensuite avec l'actrice américaine Halle Berry. Le couple confirme les fiançailles le 11 mars 2012. Ils se marient en France le 13 juillet 2013 à Vallery dans l'Yonne. Un garçon, Maceo Robert, naît de leur union le 5 octobre 2013. Il s'agit du deuxième enfant de l'actrice. Olivier Martinez et Halle Berry annoncent leur divorce à l'amiable le 27 octobre 2015.
En mars 2008, Olivier Martinez attaque plusieurs sites, dont l'agrégateur de news fuzz.fr et le site d'actualités de quartier croixrousse.net, pour atteinte à sa vie privée. Ceux-ci avaient inclus un lien vers des sites évoquant une liaison présumée de l'artiste. Cette attaque déclenche une campagne Internet intitulée « J'aime pas Olivier Martinez » dirigée contre l'acteur. Le tribunal de grande instance de Paris donne raison à l'acteur et condamne les sites à des amendes (500 à 1 000 euros) et au paiement des frais d'avocat. Cependant, Éric Dupin, créateur de fuzz.fr, fait appel de cette décision et gagne cet appel ainsi que le pourvoi en cassation. Pour certains professionnels du web 2.0, cette affaire remettrait en question la distinction entre hébergeur et éditeur sur Internet et la définition de leurs responsabilités respectives.

## Filmographie
Sauf indication contraire, les informations mentionnées dans cette section peuvent être confirmées par les bases de données cinématographiques IMDb et Allociné,  présentes dans la section « Liens externes ».

### Cinéma
- 1990 : Plein fer de Josée Dayan : Pascal
- 1992 : Les Paroles invisibles (court-métrage) d'Étienne Faure
- 1992 : IP5 - L'île aux pachydermes de Jean-Jacques Beineix : Tony
- 1993 : Un, deux, trois, soleil de Bertrand Blier : Petit Paul
- 1995 : Le Hussard sur le toit de Jean-Paul Rappeneau : Angelo Pardi
- 1996 : Mon homme de Bertrand Blier : Jean-François
- 1997 : La Femme de chambre du Titanic de Bigas Luna : Horty
- 1999 : La Ville des prodiges (La Ciudad de los prodigios) de Mario Camus : Onofre Bouvila
- 2000 : Nosotras de Judith Colell : David
- 2000 : La Taule d'Alain Robak : Le muet
- 2000 : Toreros d'Éric Barbier : Manuel
- 2000 : Avant la nuit (Before Night Falls) de Julian Schnabel : Lazaro Gomez Carilles
- 2000 : Bullfighter de Rune Bendixen : Jacques
- 2002 : Semana santa de Pepe Danquart : Quemada
- 2002 : Infidèle (Unfaithful) d'Adrian Lyne : Paul Martel
- 2003 : SWAT : Unité d'élite (S.W.A.T.) de Clark Johnson : Alex Montel
- 2004 : Taking Lives, destins violés (Taking Lives) de D. J. Caruso : Paquette
- 2007 : Le Goût du sang (Blood and Chocolate) de Katja von Garnier : Gabriel
- 2010 : Night and Day de James Mangold : L'homme à la plage
- 2012 : Dark Tide de John Stockwell : Jeff
- 2013 : L'Oracle de Philipp Stölzl : Ala ad-Din Atsiz
- 2018 : Paul, Apôtre du Christ (Paul, Apostle of Christ) de Andrew Hyatt : Mauritius
- 2020 : Mosquito State : Edward Werner
- 2024 : Tigres et Hyènes de Jérémie Guez : Ange

### Télévision

#### Séries télévisées
- 1990 : Navarro, de Gérard Marx : Rollo (épisode Barbès de l'aube à l'aurore)
- 2014 : Revenge de Mike Kelley : Pascal Lemarchal (6 épisodes)
- 2015 : Texas Rising de Roland Joffé : Général Antonio Lopez de Santa Anna (5 épisodes)
- 2016 : Mars de Ron Howard : Ed Grann (6 épisodes)
- 2022 : Loot : Jean-Pierre Voland

#### Téléfilms
- 1992 : Odyssée bidon de Donald Kent : Phil
- 2003 : The Roman Spring of Mrs. Stone de Robert Allan Ackerman : Paolo Di Lio

### Web-série
- 2012 : Cybergeddon : Gustov Dobreff (2 épisodes)

## Théâtre
Sauf indication contraire ou complémentaire, les informations mentionnées dans cette section peuvent être confirmées par la base de données Les Archives du spectacle.
- 1989 : Lorenzaccio d'Alfred de Musset, mise en scène de Francis Huster
- 1992 : Désir sous les ormes d'Eugene O'Neill, mise en scène de Matthias Langhoff
- 2019 : La Femme du boulanger d'après Marcel Pagnol, mise en scène de Christian Blain

## Distinctions
Sauf indication contraire, les informations mentionnées dans cette section peuvent être confirmées par la base de données cinématographiques IMDb,  présente dans la section « Liens externes ».

### Récompenses
- Prix Jean-Gabin 1993
- César 1994 : César du meilleur espoir masculin pour Un, deux, trois, soleil

### Nomination
- César 1993 : César du meilleur espoir masculin pour IP5
- Streamy Awards 2013 : meilleur acteur dans une web-série dramatique pour Cybergeddon